# Тодор Дутина
Тодор Дутина (Орах, 22. октобар 1948. — Требиње 26. мај 2007) био је српски књижевник, дипломата и први директор СРНЕ.

## Живот и рад
Рођен је у Ораху, код Билеће 1948. године. Основну школу завршио је у Билећи, а гимназију у Требињу, а студије језика и књижевности на Филозофском факултету у Сарајеву (1973), гдје је и магистрирао одбраном рада Андрићев роман "На Дрини ћуприја" у односу према усменој књижевности(1977). године. Двије године радио је као професор у Школи ученика у привреди и Трговачкој школи у Сарајеву, а 1974-1976. био је лектор на Универзитету "Тарас Шевченко" у Кијеву. Од 1977. до почетка рата радио је као уредник дјечје и омладинске књижевности у "Свјетлости", са прекидом 1985-1989, када је био лектор на Универзитету у Поатјеу (Француска).  Један је од оснивача Савеза реформских снага за Босну и Херцеговину, некадашњи члан Предсједништва ове странке и њен портпарол. Након изборне седнице СРСЈ за БиХ одржане почетком априла 1991. y Тузли, на којој је конституисан нов републички одбор и изабрано ново руководство, поново са Ненадом Кецмановићем на челу, обратио се јавности са писмом у коме изјављује да више није члан овог савеза. Он је тврдио да су избори у Тузли били нелегитимни јер су "противстатутарни, теледириговани и лажирани".
Почетком Одбрамбено-отаџбинског рата напушта Сарајево и одлази на Пале гдје оснива Српску радио-телевизију и новинску агенцију СРНА, у којој је био директор до 1994. године. Основао је и водио Биро Републике Српске у Москви 1994-1998. У периоду од 1998—2001. године био је амбасадор Босне и Херцеговине при Уједињеним нацијама у Женеви. По повратку у земљу живио и радио је у Требињу гдје је и преминуо 2007. године. Писао је поезију и критику и преводио са руског, француског и украјинског језика.